# Møllebæk (Slesvig)
 For alternative betydninger, se Møllebæk. (Se også artikler, som begynder med Møllebæk)
Møllebæk (dansk) eller Mühlenbach (tysk) er et mindre vandløb i Angel og Slesvig by i Sydslesvig. Bækken udspringer nord for byen ved landsbyen Bjernt i Strukstrup Herred i det sydlige Angel og løber derefter i sydlig retning gennem Sankt Jørgen og byen Slesvig. I sit løb passerer bækken Polérdam, Kalvedam (også kaldt for Mølledam) og Holm Nor, inden den udmunder ved Friheden i Slien. På dens ovre løb ved Nybøl kaldes vandløbet for Bredbæk (ty. Breitbachgraben). Navnet Bredbæk henføres adj. glda. brēth. 
Afsnittet mellem Kalvedammen og Holm Nor har tidligere udgjort et led i byens forsvar . Her danner vandløbet delvis grænsen mellem fisker-kvarteret Holmen og den mod øst liggende bydel Friheden. Ved Polérdammen er der stadig en vandmølle ved bækken (Nymølle). Der formodes, at der fandtes tidligere et af byens forsvarksværker mellem den tidligere Sankt Michaelis Kirke på Mikkelsbjerg og Polérdam (Friservirke eller Friservirki) og derfra til skråningen af Galbjerg-bakke og videre til Trægård og Pibedammen (Angelbovirke)
Møllebækken er på bækkens øvre løb stærkt forurenet med miljøgifte.

## Billeder
- Polérdam ved Katsund/Galbjerg
- Vandmølle
- Ved Munkebrogade
- Møllebækken i Slesvigs indre by
- Kalvedam (Kälberteich)
- Ved Holm Nor (domkirken i bagrunden)
- Bækkens munding i Slien